# Dictionnaire de la langue française
Il Dictionnaire de la langue française (Dizionario della lingua francese), noto per lo più come Il Littré, dal nome del suo principale autore Émile Littré, è un dizionario normativo della lingua francese.

## Edizioni

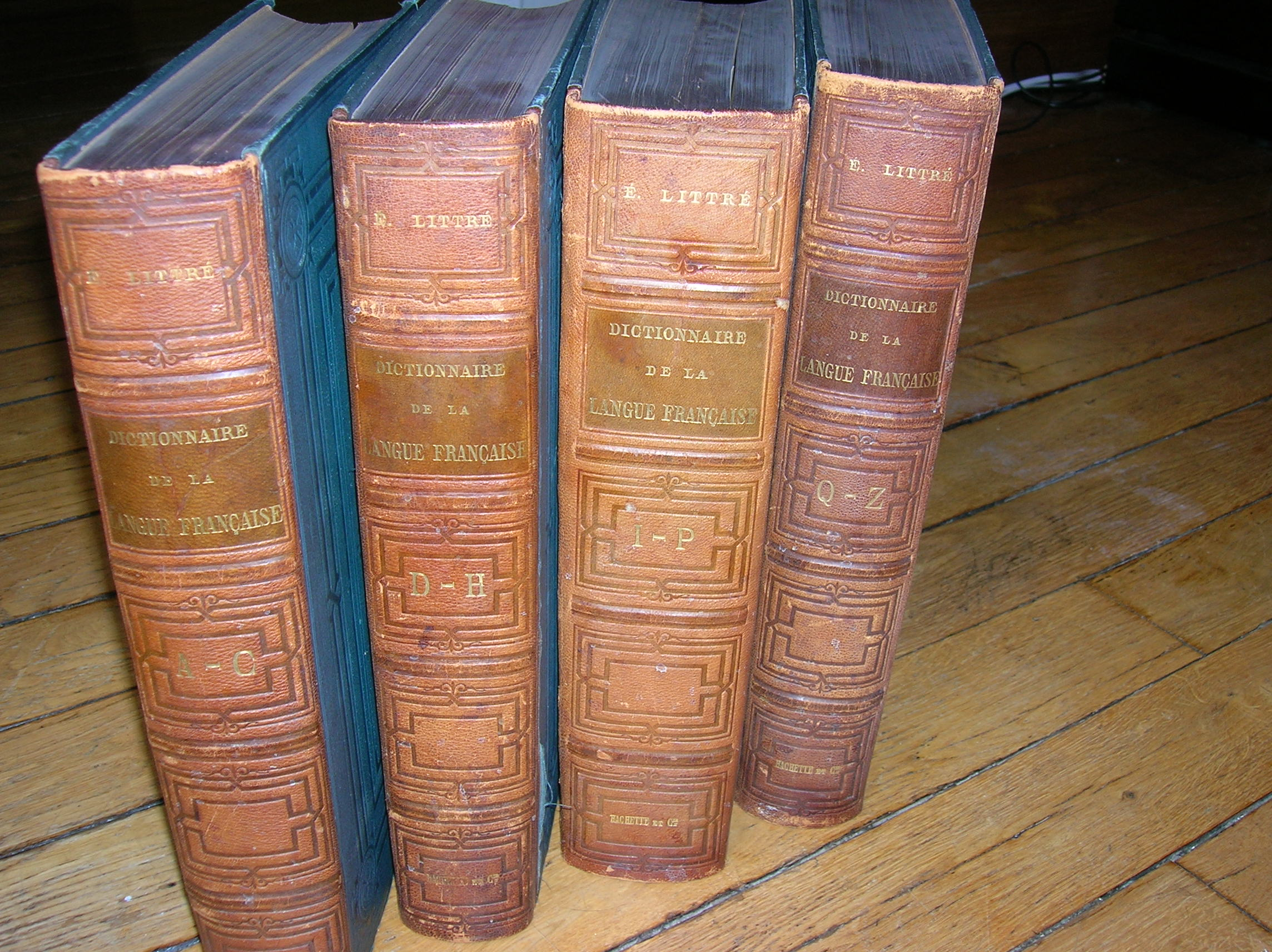
Edizione in quattro volumi del 1889

La prima edizione del Littré fu pubblicata dalla casa editrice Hachette tra il 1863 e il 1872. Il proposito del curatore dell'opera, il filosofo e medico positivista Émile Littré (1801–1881), era quello di raccogliere la documentazione che permettesse di ricostruire la storia della lingua francese. Tra il 1873 e il 1877 apparve una seconda edizione in cinque volumi contenente un supplemento a cura di Marcel Devic, un dizionario etimologico comprendente l'etimologia di tutte le parole della lingua francese di origine orientale (arabo, ebraico, persiano, turco, malese, eccetera). Una versione più breve, conosciuta in Francia col nome di "Le Petit Littré" e in Canada come "Littré-Beaujean", fu pubblicata nel 1874 a cura di Amédée Beaujean, il principale collaboratore del Littré. A partire dal 2000 sono state pubblicate delle versioni moderne, ma abbreviate e semplificate, conosciute con i nomi di "Le Nouveau Littré" e "Le nouveau petit Littré". Esiste infine una versione on-line consultabile gratuitamente.
Nella prefazione alla prima edizione, Littré dichiarava l'intento di voler combinare l'uso della lingua francese del passato con quella del presente, poiché nell'uso di ogni lingua si possono distinguere tre momenti: l'attuale, l'arcaico (che tuttavia fu attuale in passato) e il neologismo (preparazione dell'uso nel futuro). Pertanto i dizionari Littré ottocenteschi offrivano, di ciascun lemma, la definizione, i significati (propri e figurati) come si desumono dai numerosissimi e ordinati esempi degli autori dal XVI secolo in poi, l'uso del termine nel francese antico e medio, l'etimologia, le differenze di significato dei principali sinonimi. Le edizioni moderne e abbreviate sono molto differenti da quelle ottocentesche, essendo state ridotte o drasticamente diminuite le osservazioni grammaticali, le differenze tra i vari sinonimi e l'etimologia delle parole.